# Diogo da Silva Farias
Diogo da Silva Farias (* 13. Juni 1990 in Três Corações), besser bekannt als Diogo Acosta ist ein brasilianischer Fußballspieler.

## Karriere
Im Januar 2013 wechselte Diogo auf Leihbasis zum Incheon United FC. Er erzielte insgesamt 7 Tore in 32 Spiele.

In der Saison 2015 wechselte er zum tunesischen Fußballclub Étoile Sportive du Sahel.
 Im gleichen Jahr gewann er den Coupe de Tunisie und den CAF Confederation Cup 2015.

In der Saison 2015/2016 wurde er mit Etoile tunesischer Meister. Dabei erzielte er 9 Tore in 20 Spielen und endete als zweitbester Torschütze des Vereins. Auch der Pokalsieg konnte 2016 gefeiert werden.
In der europäischen Winterpause 2017/18 wechselte er weiter zum Dibba al-Fujairah Club in die UAE Arabian Gulf League. Er blieb ein halbes Jahr und seitdem Engagements die meist kaum länger andauern.

## Erfolge
Étoile Sportive du Sahel
- Championnat de Tunisie (1): 2016
- Coupe de Tunisie (1): 2015
- CAF Confederation Cup (1): 2015